# Eublemma vinosa
Eublemma vinosa is een vlinder van de familie van de spinneruilen (Erebidae). De wetenschappelijke naam van deze soort is voor het eerst voorgesteld als Porphyrinia vinosa door Emilio Berio in een publicatie uit 1987.
De soort komt voor in Eritrea.